# مناره دانیال خنجی
مناره شیخ دانیال خنجی يكی از دهها بنای تاريخی شهر خنج و از زیباترین بناها و جاذبه‌های گردشگری لارستان و استان فارس می‌باشد. اين مناره از آثار بی مانند تاریخی به شمار می رود که مربوط به سال ۷۸۹ هجری قمری است كه به فرمان عمر بن عبدالعزیز و توسط قطب‌الدین تهمتن حاکم هرمز كه از مريدان شيخ دانیال بود ساخته شده است.
اين بنا كه ۲۰ متر ارتفاع دارد از سنگ قرمز رنگ يكپارچه، ملات گچ، ساروج و كاشی ساخته شده است و بر پايه یک ۸ ضلعی استوار بنا شده است. قسمت بالای ۸ ضلعی كه به صورت مدور است با كاشی الوان به صورت گل جعفری تزئين شده و در قسمت بالای آن كتيبه‌هايی به صورت لوزی شكل قرار دارد و نام‌های محمد، عیسی، موسی، ابراهیم، نوح، ابوبکر، عمر، عثمان، علی، حسن و حسین بر روی اين كتيبه‌ها نقش بسته است. اين بنا دارای کاشی ایوان و سنگ‌نبشته با خط نستعلیق و خط کوفی است. پایه بنا به شکل استوانه‌ای است که بر بدنه آن آثار آجر و کاشی دیده می شود.

## ثبت ملی
این بنا در سال ۱۳۵۳ هجری خورشیدی با شماره ۹۷۵ به عنوان یکی از آثار ملی ایران به ثبت رسیده است.